# Anadenanthera colubrina
- Commons
- Wikispecies

Angico-branco (Anadenanthera colubrina (Vell.) Brenan; Leguminosae - Mimosoideae), ou também angico (nome compartilhado com Anadenanthera peregrina), ou, no caso de Anadenanthera colubrina var. cebil, de cebil. Assim como A. peregrina, é, com certa freqüência, chamada de paricá, nome mais apropriado a uma espécie muito diferente de ambas, Schizolobium amazonicum.

## Caracteristicas gerais
Árvore caducifólia, de copa aberta e irregular, de 5–15 m de altura (4–7 m no nordeste), com tronco quase cilídrico de 30–50 cm de diametro, revestido por casca um pouco rugosa e provida de espinhos esparsos, nativa desde o Maranhão até o Paraná, Minas Gerais e Goiás, na caatinga e mata semidecídua. Folhas compostas bipinadas, com 15-20 jugas; folíolos opostos, de 4-6mm de comprimento. Flores de cor branca, dispostas em inflorescência do tipo panículas de espigas globosas. Os frutos são legumes (vagens) achatados, rígidos, glabros, brilhantes, deiscentes, de cor marrom, de 10–20 cm de comprimento, contendo 5-10 sementes lisas e escuras. Multiplica-se apenas por sementes. É conhecida popularmente como angico, angico branco liso, angico cambuí, angico coco, angico escuro, angico liso, angico vermelho, aperta ruão, cambuí, cambuí angico, cambuí vermelho, cauvi, curupaí, jurema preta e monjoleiro. Vários destes nomes, porém, confundem-se com os de várias outras espécies.

## Usos
A árvore é fornecedora de boa madeira para construção civil e para lenha e carvão além de sua casca ser muito rica em taninos e usada na indústria de curtume. Sua casca é também empregada na medicina popular em muitas regiões do brasil. É considerada amarga, adstringente, depurativa hemostática, sendo utilizada contra leucorréia e gonorréia. O ferimento de sua casca libera uma goma-resina usada no fabrico de goma-de-mascar.
Um estudo clínico com esta planta concluiu possuir atividades alucinógena e hipnótica. Análises fitoquimicas de sua casca isolaram o alcalóide indólico óxido de N,N-dimetiltriptamina, esteróides (palmitado de B-sitosterol, B-sitosterol, glicosídio), flavonóides, triterpenóides (luperona, lupeol), componentes fenólicos (dalbergina, 3,4,5-dimethoxidalbegiona, khulmannina)
Nas sementes foram encontradas, 2,1% bufotenina. Algumas tribos do México e do sul da america (Yanomamis) utilizam a semente da Anadenanthera colubrina para criar um alucinógeno chamado yopo, que pode ser inalado e assim utilizado em rituais religiosos.